# L'Amour (film, 1970)
Pour les articles homonymes, voir Amour (homonymie).
Pour plus de détails, voir Fiche technique et Distribution.
L'Amour est un film franco-italien réalisé par Richard Balducci, sorti en 1970.

## Fiche technique
- Titre : L'Amour
- Réalisation : Richard Balducci
- Scénario : Richard Balducci, Jacques-Paul Bertrand et René Havard
- Dialogues : René Havard
- Photographie : Guy Suzuki
- Montage : Claude Cohen et Lilyane Fattori
- Musique : Georges Garvarentz
- Décors : Lucien Aguettand
- Son : Raymond Gauguier
- Sociétés de production : Bercol Films - Cedic - Mancori
- Société de distribution : Cedic
- Pays d'origine :  France |  Italie
- Genre : Film dramatique
- Durée : 88 minutes (1 h 28)
- Date de sortie : 1er juillet 1970

## Distribution
- José-Maria Flotats : Bob
- Martine Brochard : Jacky
- Nicole Debonne : Angela
- Dominique Delpierre : Patricia
- Jean-Louis Paris : Pierre
- Charles Aznavour
- Paul Mercey
- Maria Luisa Sala
- René Havard
- Christian Hay : François
- Dominique Zardi
- Irène Daix
- Micha Bayard